# St. Bonifatius (Remscheid)

Außenansicht der Kirche St. Bonifatius

Die Kirche St. Bonifatius ist eine profanierte, ehemals römisch-katholische Kirche im Stadtteil Honsberg der Stadt Remscheid in Nordrhein-Westfalen. 
Sie wurde am 9. Dezember 1978 von Weihbischof Klaus Dick geweiht und war eine Filialkirche der Kirchengemeinde St. Suitbertus. Seit 2006 finden keine Gottesdienste mehr statt. Die Orgel in St. Bonifatius (1981 gebaut, 12 Register) wurde 2008 abgebaut und verkauft. Sie steht nun in der evangelischen Kirche in Sonsbeck.
Im Januar 2019 wurde bekannt, dass St. Bonifatius aufgegeben und verkauft wird. Ab Sommer 2020 wird die Kirche zum Kindergarten umgebaut. Kirche und Altar wurden zum 1. April 2020 durch den Erzbischof von Köln profaniert.